# Bendik Bye
Bendik Bye (Steinkjer, 1990. március 9. –) norvég labdarúgó, a Ranheim csatárja.

## Pályafutása
Bye a norvégiai Steinkjer városában született. Az ifjúsági pályafutását a helyi Byafossen akadémiájánál kezdte.
2007-ben mutatkozott be a Steinkjer felnőtt csapatában, ahol 5 szezon alatt 104 mérkőzésen lépett pályára és 51 gólt szerzett. Ez a teljesítménye felkeltette az érdeklődését a másodosztályban szereplő Ranheimnek és már következő szezont a klubnál indította. 2015-ben két szezonra a Levangerhez igazolt, ahol hamar a kezdőcsapat kulcsjátékosa lett. A 2017-es szezonban a Sogndal csapatát erősítette. 
2018. február 1-jén az első osztályú Kristiansund együtteséhez szerződött. Először a 2018. március 12-ei, Vålerenga elleni mérkőzésen lépett pályára. A következő fordulóban megszerezte első gólját is a Rosenborg ellen 2–2-es döntetlennel zárult találkozón. 2018. július 9-én, a Strømsgodset ellen 3–2-re megnyert mérkőzésen mesterhármast szerzett. 2023. január 8-án a Ranheimhez írt alá.

## Statisztikák
2022. november 13. szerint
| Klub         | Szezon   | Osztály      | Bajnokság | Bajnokság | Kupa  | Kupa | Nemzetközi | Nemzetközi | Összesen | Összesen |
| Klub         | Szezon   | Osztály      | Meccs     | Gól       | Meccs | Gól  | Meccs      | Gól        | Meccs    | Gól      |
| ------------ | -------- | ------------ | --------- | --------- | ----- | ---- | ---------- | ---------- | -------- | -------- |
| Ranheim      | 2011     | Adeccoligaen | 17        | 1         | 0     | 0    | —          | —          | 17       | 1        |
| Ranheim      | 2012     | Adeccoligaen | 29        | 4         | 0     | 0    | —          | —          | 29       | 4        |
| Ranheim      | 2013     | Adeccoligaen | 27        | 3         | 1     | 1    | —          | —          | 28       | 4        |
| Ranheim      | 2014     | 1. divisjon  | 24        | 4         | 2     | 2    | —          | —          | 26       | 6        |
| Ranheim      | Összesen | Összesen     | 97        | 12        | 3     | 3    | 0          | 0          | 100      | 15       |
| Levanger     | 2015     | OBOS-ligaen  | 30        | 14        | 2     | 2    | —          | —          | 32       | 16       |
| Levanger     | 2016     | OBOS-ligaen  | 30        | 9         | 1     | 1    | —          | —          | 31       | 10       |
| Levanger     | Összesen | Összesen     | 60        | 23        | 3     | 3    | 0          | 0          | 63       | 26       |
| Sogndal      | 2017     | Eliteserien  | 25        | 4         | 2     | 2    | —          | —          | 27       | 6        |
| Kristiansund | 2018     | Eliteserien  | 30        | 9         | 3     | 1    | —          | —          | 33       | 10       |
| Kristiansund | 2019     | Eliteserien  | 23        | 4         | 4     | 2    | —          | —          | 27       | 6        |
| Kristiansund | 2020     | Eliteserien  | 24        | 6         | 0     | 0    | —          | —          | 24       | 6        |
| Kristiansund | 2021     | Eliteserien  | 26        | 7         | 2     | 1    | —          | —          | 28       | 8        |
| Kristiansund | 2022     | Eliteserien  | 29        | 9         | 1     | 0    | —          | —          | 30       | 9        |
| Kristiansund | Összesen | Összesen     | 132       | 35        | 10    | 4    | 0          | 0          | 142      | 39       |
| Összesen     | Összesen | Összesen     | 314       | 74        | 18    | 12   | 0          | 0          | 332      | 86       |